# Neill Collins
Neill Collins (n. Troon, Escocia, 2 de septiembre de 1983) es un futbolista y entrenador escocés. Juega de defensa y es el entrenador del Sacramento Republic desde 2025.

## Selección nacional
Ha sido internacional con la selección de fútbol de Escocia Sub-21.

## Clubes

### Como jugador
| Club                    | País           | Año       |
| ----------------------- | -------------- | --------- |
| Queen's Park FC         | Escocia        | 2001-2002 |
| Dumbarton FC            | Escocia        | 2002-2004 |
| Sunderland AFC          | Inglaterra     | 2004-2005 |
| Hartlepool United       | Inglaterra     | 2005-2006 |
| Sunderland AFC          | Inglaterra     | 2006      |
| Sheffield United        | Inglaterra     | 2006      |
| Sunderland AFC          | Inglaterra     | 2006      |
| Wolverhampton Wanderers | Inglaterra     | 2006-2009 |
| Preston North End       | Inglaterra     | 2009-2010 |
| Leeds United            | Inglaterra     | 2010-2011 |
| Sheffield United        | Inglaterra     | 2011-2015 |
| Port Vale FC            | Inglaterra     | 2015      |
| Tampa Bay Rowdies       | Estados Unidos | 2016-2018 |

### Como entrenador
| Club                | País           | Año           |
| ------------------- | -------------- | ------------- |
| Tampa Bay Rowdies   | Estados Unidos | 2018-2023     |
| Barnsley            | Inglaterra     | 2023-2024     |
| Raith Rovers        | Escocia        | 2024          |
| Sacramento Republic | Estados Unidos | 2025-presente |

## Palmarés

### Campeonatos nacionales
| Título                       | Club                    | País       | Año  |
| ---------------------------- | ----------------------- | ---------- | ---- |
| Football League Championship | Sunderland AFC          | Inglaterra | 2005 |
| Football League Championship | Wolverhampton Wanderers | Inglaterra | 2009 |